# 이창선 (군인)

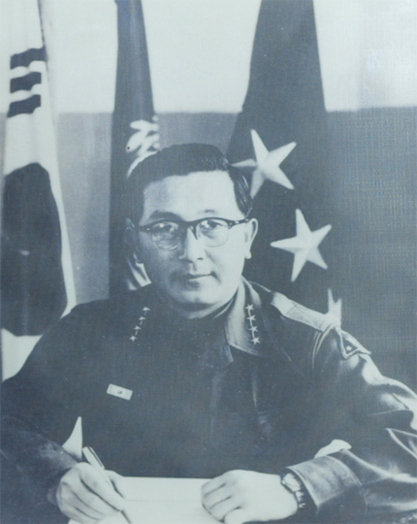
이창선 예비역 육군 중령이
마지막 직속 상관으로 모신
예비역 육군 대장 정일권 前 육군참모총장

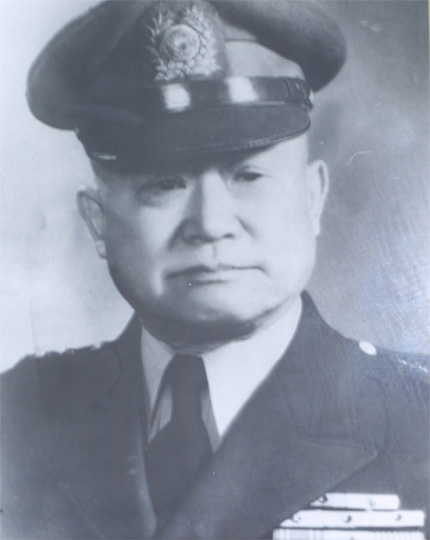
이창선 예비역 육군 중령의 선친인 예비역 육군 중장 이응준 前 육군참모차장

이창선(李昌善, 1921년 5월 6일~2014년 12월 12일) 중령은 대한민국의 군인이다. 육군대학교 총장·육군참모차장·육군참모총장 등을 지낸 이응준(李應俊) 장군의 장남(長男)인 그는 대한민국 육군 장교 복무 말년(1955년) 시절 정일권(丁一權) 육군참모총장의 비서실장으로 보임하였다.
본관은 수안(遂安). 호(號)는 추선(秋仙), 일본 이름은 쓰치다 조스케(土田常介). 일본 도쿄에서 출생하였으며 지난날 한때 일제 강점기 평안남도 평양에서 잠시 유아기를 보낸 적이 있고 그 후로는 일제강점기 경성부에서 주로 성장한 그는 일본에서 메이지 대학교 철학과를 중퇴에 이어 다이쇼 대학교 동양문화학과를 연거푸 거듭 중퇴하였고 1945년 일본 도쿄에서 8·15 조선 광복을 목도하였으며 1945년 12월에 사돈 친인척 이상근 등과 함께 조선 고국에 귀국하여 1946년 조선경비사관학교 2기로 대한민국 육군 소위 임관 후 통위부 보병학교, 조선경비보병학교, 대한민국 육군보병학교를 나왔다. 그 후 거듭 순조로이 진급한 그는 대한민국 육군 중령 시절이던 1950년 6·25 한국 전쟁에 3년간 참전하여 전공을 세웠고 군무 이탈하여 일본으로 밀항하려 한 장은산 육군 대령을 체포하는 데에도 원용덕 장군, 안두희 중위 등과 함께 공을 세웠지만 훗날 1955년 9월 2일, 아버지 이응준 육군 중장이 대한민국 육군대학교 총장 재직 시기이던 대한민국 육군대학교에서 진급 심사 시험 중 커닝 사건이 발생하였고 당시 육군 준장 2명과 육군 대령 2명과 육군 중령 1명이 부정 행위로 군복을 벗었는데, 그 중 육군 중령 1명은 당시 현역 대한민국 육군대학교 총장 및 육군 중장 이응준 장군의 장남이자 현역 육군 중령 이창선
그는 예비역 대한민국 육군 중령 전역 이후 2년 남짓의 자숙 기간을 거쳐 1957년 당시 체신장관이었던 아버지 이응준 예비역 육군 중장의 행정보좌관을 1년 남짓 지냈으며 1960년 8월에서부터 1961년 2월까지 부산대학교 행정학과 겸임교수 직위를 잠시 지냈고 1960년 11월에서부터 1976년 11월까지 16년간 대한민국 전상이군인연합연대협회 감찰위원장 직위를 지냈으며 1977년 2월에서부터 1978년 2월까지 1년간 고려대학교 행정학과 겸임교수 직위를 지냈다.
2014년 12월 12일을 기하여 별세한 그의 유해는 대한민국 국립 서울현충원에 안장되어 있다.

## 학력
- 평안남도 평양종로보통학교 졸업
- 경성중앙고등보통학교 졸업
- 일본 메이지 대학교 철학과 중퇴
- 일본 다이쇼 대학교 동양문화학과 중퇴
- 대한민국 육군사관학교 2기
- 통위부 보병학교 졸업
- 조선경비보병학교 졸업
- 대한민국 육군보병학교 1기
- 대한민국 국방대학교 행정학사 2기